# Alekseï Grebnev
Alekseï Nikolaïevitch Grebnev est un joueur d'échecs russe né  le 26 juillet 2006 à Togliatti, grand maître international en 2024 et deux fois champion du monde des moins de 18 ans.
Au 1er novembre 2024, il est le 30e junior mondial avec un classement Elo de 2 541 points.

## Biographie et carrière
Alekseï Grebnev remporte le championnat de Russie des moins de 17 ans en 2021 avec 8 points sur 9.
Grebnev finit deuxième ex æquo (et quatrième au départage) du  championnat d'Europe d'échecs de la jeunesse dans la catégories moins de seize ans en 2022.
Il remporte le championnat du monde d'échecs de la jeunesse dans la catégorie moins de dix-huit ans en 2023 avec 9,5 points sur 11 devant Volodar Mourzine.
En décembre 2023, il finit à la 53e place du championnat du monde d'échecs de parties rapides avec 7,5 points sur 13.
En août 2024, il termine sixième ex æquo de la superfinale du championnat de Russie d'échecs.
En octobre 2024, il remporte le championnat d'Asie junior avec 7,5 points sur 9.
En novembre 2024, il remporte une deuxième fois le championnat du monde des moins de dix-huit ans avec 9 points sur 11.